# David Fox
David Fox (n. 25 februarie 1971, Raleigh, Carolina de Nord, SUA) este un înotător american, medaliat olimpic. A participat la o ediție a Jocurilor Olimpice (1996) în care a câștigat două medalii de aur.